# Celaenia tuberosa
Celaenia tuberosa là một loài nhện trong họ Araneidae.
Loài này thuộc chi Celaenia. Celaenia tuberosa được Arthur T. Urquhart. miêu tả năm 1889.